# Woignarue
Woignarue ist eine französische Gemeinde mit 751 Einwohnern (Stand 1. Januar 2022) im Département Somme in der Region Hauts-de-France. Sie gehört zum Arrondissement Abbeville und zum Kanton Friville-Escarbotin.

## Geografie
Der Ortskern des Badeorts Woignarue liegt am Westrand des Vimeu, 3,5 Kilometer nordöstlich von Ault, drei Kilometer östlich der Küste des Ärmelkanals, 24 Kilometer westlich von Abbeville und etwa sieben Kilometer nördlich der Bresle, die hier die Grenze zur Region Normandie markiert. Die Gemeinde besteht aus zwei Teilen, im Osten befindet sich der Ortskern (bourg) auf dem Vimeu und im Westen befindet sich eine Steilküste namens falaise morte (tote Steilküste), an die ein Steinstrand anschließt.
Das Gemeindegebiet gehört zum Regionalen Naturpark Baie de Somme Picardie Maritime.

## Geschichte
Zwischen 1790 und 1794 wurde das Seebad Onival eingemeindet. 1793 erhielt Woignarue im Zuge der Französischen Revolution den Status einer Gemeinde und 1801 das Recht auf kommunale Selbstverwaltung. Im 19. Jahrhundert und 20. Jahrhundert wurde Onival nördlich auf das heutige Gemeindegebiet von Woignarue ausgedehnt. Onival selbst ist inzwischen ein Ortsteil von Ault.

## Politik
Woignarue gehört zum Gemeindeverband Communauté de communes Bresle Maritime.
Seit 1965 unterhält die Gemeinde eine Partnerschaft mit der deutschen Ortschaft Wehrden, die zu Beverungen gehört.

## Sehenswürdigkeiten
Die alte Tresorfabrik in Woignarue wurde um 1891 erbaut. Als die Fabrik 1988 die Arbeit einstellte, hatte sie 33 Beschäftigte. Sie ist als Industriedenkmal gekennzeichnet.
Die Kirche Sainte-Marie-Madeleine wurde im 17. Jahrhundert erbaut und im 19. Jahrhundert umgebaut.

## Wirtschaft
Das Bild der Gemeinde ist landwirtschaftlich geprägt, Haupterwerbszweige sind Ackerbau, Futtermittelherstellung und die Zucht von Hausrindern, Hausschweinen und Hausschafen. Es gibt eine Kupfergießerei in Woignarue.

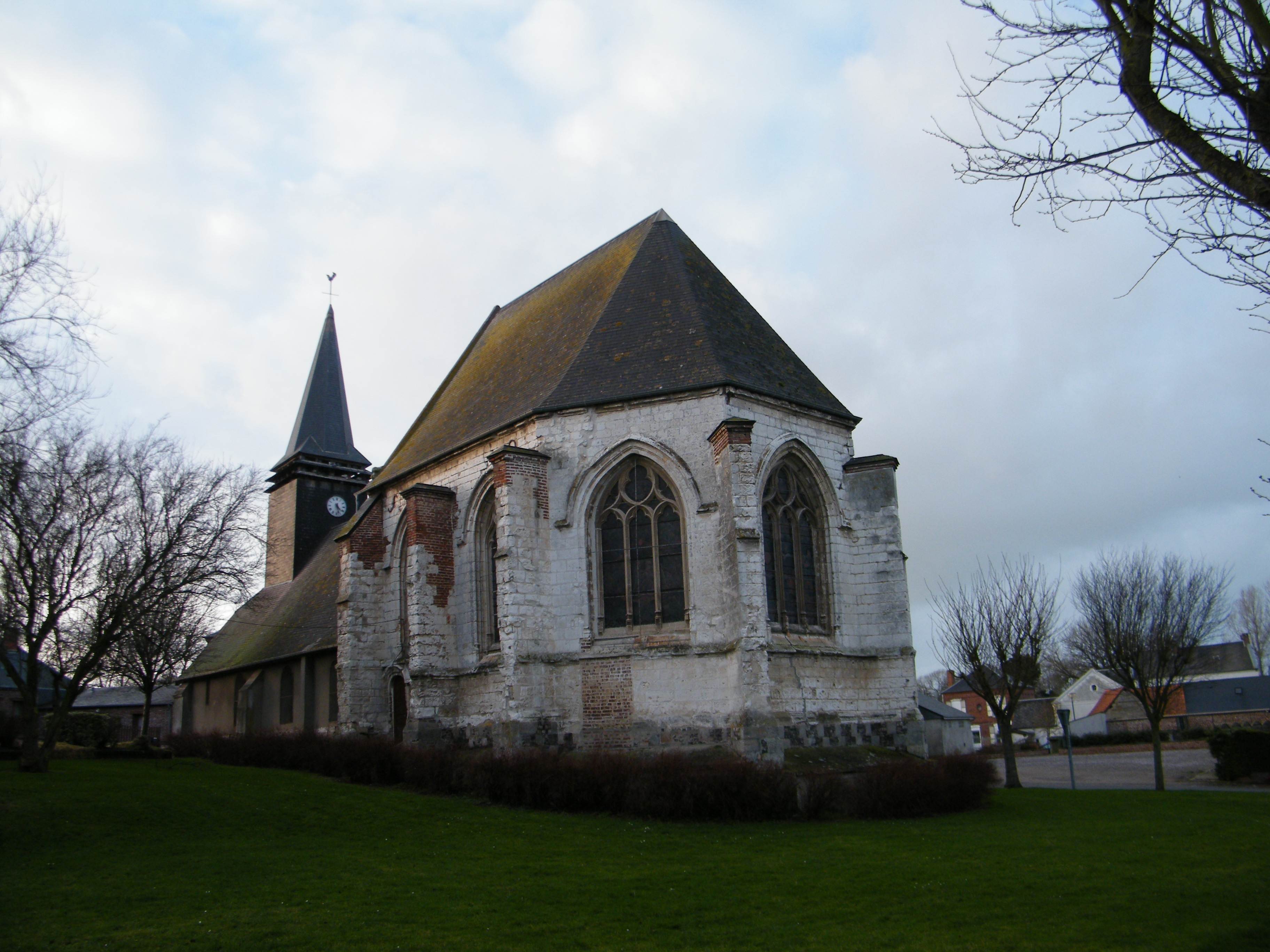
Kirche Sainte-Marie-Madelaine
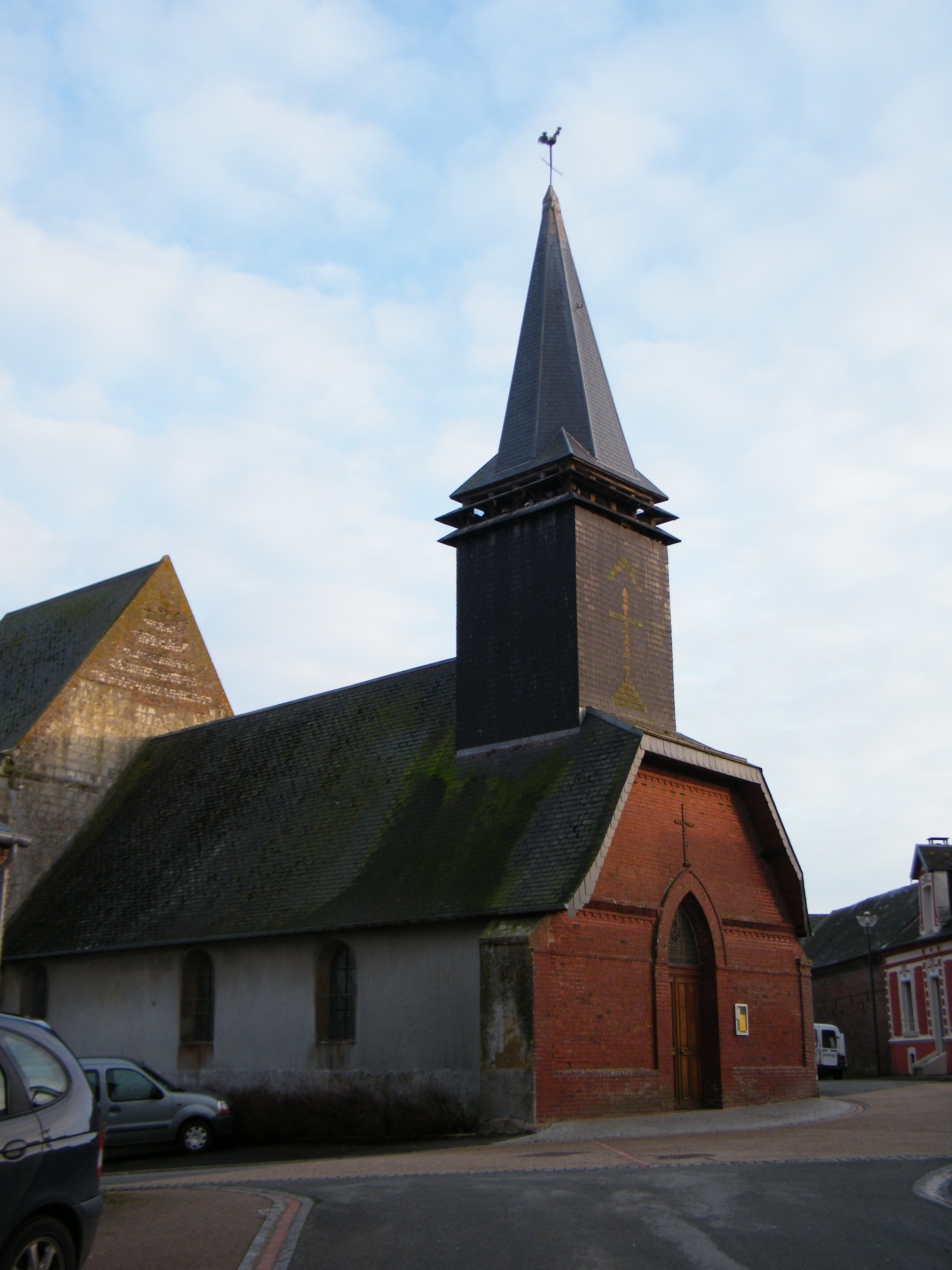
Frontansicht der Kirche
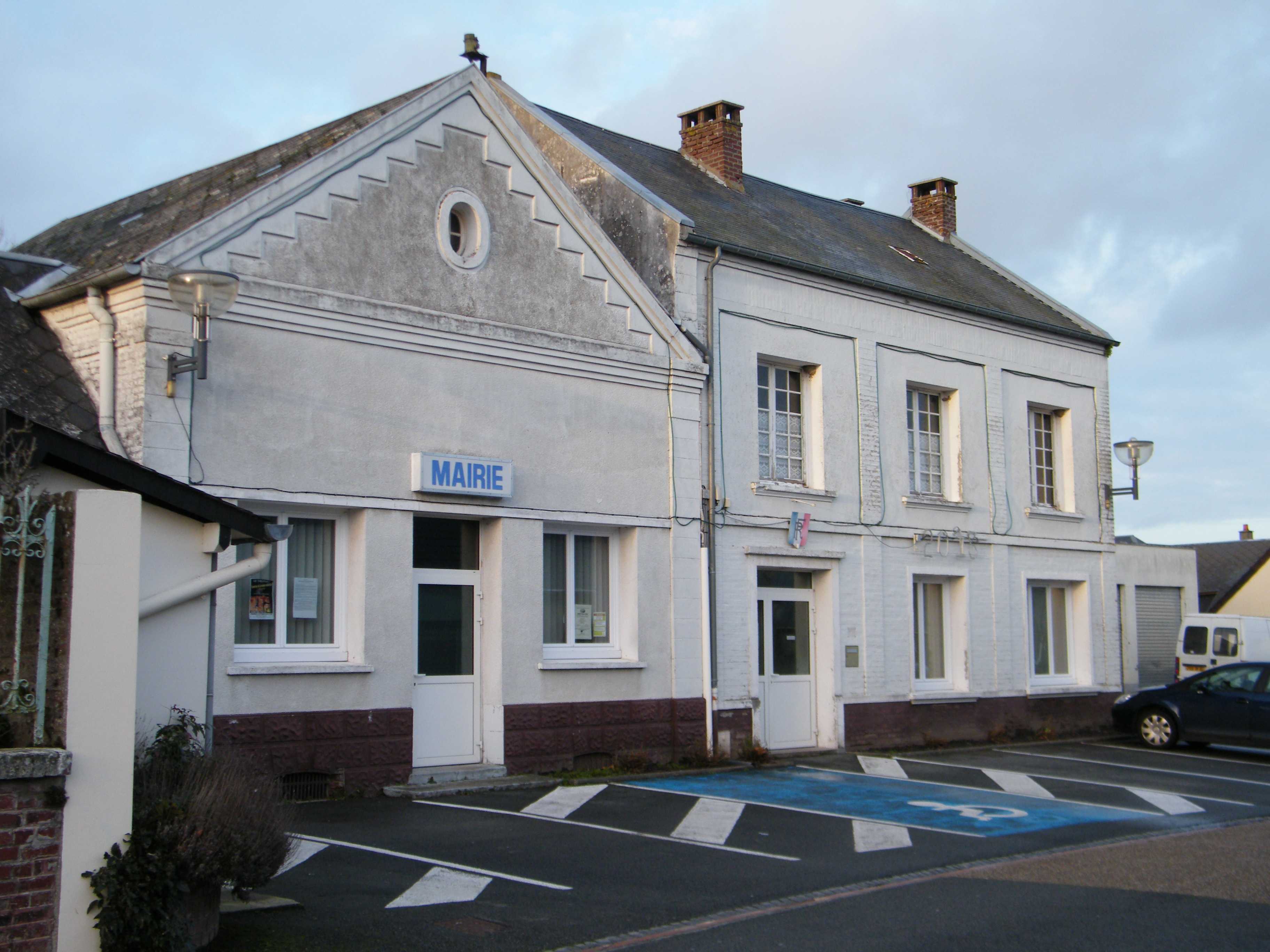
Mairie
Calvaire